# Winchester Model 1912
Winchester Model 1912 — магазинное ружьё (дробовик), разработанное инженером Winchester Repeating Arms Company Томасом Кросли Джонсоном.
Технически представляет собой магазинное ружьё с ручной перезарядкой при помощи подвижного назад — вперёд цевья («помповое» ружьё).
Отталкиваясь от предыдущей модели М1897, конструктор существенно переработал всю конструкцию ружья, изменил принцип запирания, ствольная коробка стала закрытой, а открытый курок исчез. От прежнего ружья остались только немногие элементы.
Выпуск нового дробовика модели 12 компанией Winchester был налажен первоначально в 20-м калибре, который получил название «Perfect Repeater». В 1914 году были созданы модели 12-го и 16-го калибра, а в 1934 году — 28-го калибра. Кроме того была предложена модель калибра .410. Ёмкость магазина всех моделей была 5 патронов. Первое боевое крещение модель Winchester M1912 прошла в годы Первой мировой войны, когда, наряду с помповиком M97, помогла выполнить армейский заказ на 20000 так называемых «траншейных (окопных) ружей» — Winchester M1912 «Trench». Во время Второй мировой войны Winchester M1912 «Trench» вновь поступил на вооружение. Считается, что было поставлено 80000 этих ружей по правительственному заказу и ещё 6000 сверх него. Также боевой дробовик М12 оказался в числе фаворитов во время войны в Корее и во Вьетнаме, где он пользовался большой популярностью.

## Конструкция
Цевьё у довоенного исполнения Winchester M1912 несколько сдвинуто вперед, а в крайнем заднем положении не доходит до ствольной коробки около 50 мм. Удлинённое назад цевьё, как это ни странно, появилось только на послевоенных М12 и других моделях помповых ружей, таких как Remington 870 или Winchester 1200. Усилие хода цевья — 4 кг, при этом оно не разделяется на две составляющие (расцепление со стволом и взвод курка). Ружьё при перевороте стволом вниз и удержании за цевьё не открывается. Шейка приклада и цевьё выполнены весьма тонкими.
Антабок штатно нет.
Чтобы не было свободного вращения цевья по трубе магазина (тяга только одна), на трубке магазина имеются три выдавленных изнутри направляющих (как три шва), во внутренней трубке цевья соответственно выбрано три паза, так что цевье при движении вперед-назад не смещается вокруг своей оси, даже если убрать тягу. В то же время труба магазина может вращаться внутри цевья при разборке ружья. В захвате на стволе магазин фиксирован через ленточную пружинку. Движение цевья вперед ограничивает дополнительно уступ на магазине.
Прицельные приспособления у Winchester M1912 включали в себя только мушку и паз, профрезерованный по всей верхней поверхности ствольной коробки. Паз имеет насечку.
Прицельной планки основная масса ружей не имела. Лишь в последние годы выпуска появляется модификация с прицельной планкой, причём начало планки установлено на ствольной коробке. На моделях без прицельной планки её отсутствие заметно сказывается на качестве прицеливания при интенсивной стрельбе. Достаточно быстро ствол разогревается, и от него начинает подниматься «марево», целиться через восходящие воздушные потоки некомфортно, цель дрожит и расплывается. Для охоты, конечно, это не очень актуально, но вот при стрельбе по мишеням иногда мешает.
Ёмкость подствольного магазина штатно рассчитана на 5 патронов, но если снаряжённые патроны не длиннее 61 мм (что является обычным снаряжением при применении бумажного стаканчика), то в магазин их помещается 6 штук. Патроны с пластмассовым концентратором по длине получаются 61-62 мм. С патронами размером точно 61 мм в магазин входит 6 штук впритык, свободного хода пружины нет совсем, но механика работает.
Размер патронника 70 мм, между тем длина его иногда бывает 65 мм. Сам патронник немного конусом у основания.

## Заряжание
Заряжание ружья своеобразно. Первое, что сразу бросается в глаза — отсутствие фиксаторов патрона в магазине. Патроны в магазине ничего не удерживает, последний патрон выходит из магазина на высоту металлического основания (10 мм) и заходит примерно на 2 мм на лоток подавателя. Дальнейший его ход ограничен уступом подавателя.
При досылании в магазин очередного патрона нужно следить, чтобы при отводе вверх лотка подавателя из магазина не выскочил предыдущий патрон. Рычаг отсекателя включается только на время передергивания цевья. Как только цевье начинает движение назад, отсекатель уже начинает движение вверх, и скользит по юбке, а затем телу патрона — как только затвор приходит в крайнее заднее положение, зуб максимально поднят и перехватывает закраину следующего патрона. При движении затвора вперед лоток поднимается вместе с патроном, направляет его в казённик, потом, когда затвор на 1/3 показывается в окне коробки, патрон уже вошёл передней частью в ствол, лоток опускается на место, но зуб отсекателя не опускается. Он опускается вместе со щелчком запорного устройства затвора. Если по какой-то причине гильза не вошла полностью в казённик и затвор не закрылся, то патрон из магазина не выскочит на лоток. Когда затвор закрыт и лоток в нижнем положении, зуб опускается и открывает дорогу на лоток очередному патрону. Между крайней точкой подавателя и краем ствольной коробки имеется зазор величиной 7,5 мм.
Лоток подавателя имеет на конце изнутри закругление, так что если начать утапливать лоток в сторону затвора, то он вжимает патрон обратно в магазин. Пока лоток торцом проходит через донце патрона, то он удерживает его в магазине. Как только этот лоток подавателя проходит через верхнюю точку касания с донцем — упор патронов исчезает и патронам ничего не мешает выскочить из магазина.
Перезарядку можно проводить двумя способами: патроном утапливается лоток подавателя внутрь до начала движения патрона из магазина. Находящийся в магазине патрон донцем утыкается в закатанную часть нового патрона и после этого большим пальцем упираешься в донце нового патрона и вталкиваешь всю «патронную очередь» обратно в магазин, на последнем этапе приходится упираться в закраину уже почти ногтем — этим освобождается место для опускающегося лотка подавателя. Как только убирается палец, лоток становится на место и на него выдвигается только что вставленный патрон.
Вторым способом заряжания ружьё кладется ствольной коробкой на левую кисть и подушечками указательного и среднего пальцев притапливается подаватель. Палец левой руки до момента упора патронами, находящимися в магазине, о переднюю часть нового патрона, играет роль отсекателя патронов, удерживая их от выскакивания из магазина. Левая рука перемещается несколько дальше, продолжая удерживать лоток в поднятом положении. Далее большим пальцем правой руки патрон вставляется в магазин. В момент, когда он вставлен до конца, большой палец правой руки несколько смещается вдоль шляпки гильзы, освобождая место для хода лотка подавателя. Одновременно левая рука начинает отпускать подаватель, который фиксирует патроны. Как вариант — можно на заключительном этапе патрон доводить не большим пальцем, а внешней стороной указательного.
Разряжание ружья без передергивания затвором производится аналогично поздним разработка помп, только вместо отжима остановов затвора утапливается лоток подавателя до выхода патрона из магазина, а затем подаватель отпускается на место. Цикл повторяется до извлечения последнего патрона.

## Разборка
При разборке ствол отделяется вместе с магазином. Тяга цевья одна, располагается с левой стороны ствольной коробки.
Выбрасыватель выполнен подпружиненным — на него налетает стреляная гильза бортиком при движении затвора назад и начинает выскакивать в правую сторону (в окно). Вставлен с левой стороны ствольной коробки. Выбрасыватель плоским хвостом прижимается к корпусу. Треугольный зуб выступает над пружиной на 1,2 мм, он, собственно, и выжимает донце гильзы из левого захвата, при движении затвора назад. Дополнительных крепежей к корпусу нет, выбрасыватель поджат затвором и сидит в своём гнезде за счёт трения, в затворе есть паз специально под него.
Затвор из коробки не вынимается до момента извлечения выбрасывателя. При снятии выбрасывателя затвор должен быть в крайнем переднем положении. Тоненькой отвёрткой выбрасыватель приподнимается из гнезда и вытаскивается из под затвора в сторону приклада. Соответственно сборка производится в обратном порядке.
Отсекатель предотвращает одновременную подачу двух патронов, срабатывает только на какое-то время при передергивании затвора, создаёт упор для закраины очередной гильзы, при доводке затвора отклоняется и пускает патрон на лоток юбкой. В переднем положении затвора — не работает.
Обработка всех частей — «из под фрезы», никаких шлифовок-полировок. Шлифовка произведена только трущихся узлов, например отсекателя, внешней части затвора, внутренней поверхности ствольной коробки.
Кнопка деблокировки затвора находится слева, сзади спусковой скобы.
Ружьё для транспортировки разбирается на 2 части: приклад со ствольной коробкой и ствол с цевьём.
При неполной разборке ствол отделяется вместе с магазином, с которым соединен муфтами. Одна муфта съемная на винте, по типу струбцины, та, что ближе к дульному срезу, другая же у казённика — запрессована на горячей посадке. Магазин имеет свободный ход вдоль ствола на 10 сантиметров в обе стороны. Со стороны казённика он ходит внутри втулки длиной 55 мм.
При сборе ружья ствол ориентируется на 90 градусов влево, относительно затворной коробки, так совпадают заходные поля резьбы на стволе и в коробке, ствол вставляется в коробку, магазин при этом максимально отведен в сторону мушки, тяга находится заподлицо с запрессованной муфтой, затем ствол поворачивается на своё место против часовой стрелки, резьба заходит на свои места, вдвигается магазин, на нём тоже есть заходная резьба по 1/2 площади снаружи магазина — внутри затвора, тяга (она слева ствола) входит в своё специальное окошко. Затем с помощью подвижной подпружиненной шпульки на торце магазин поворачивается против часовой стрелки и фиксируется, шпулька возвращается в исходное положение. Ружьё собрано.
В разобранном виде нахождение патронов в магазине невозможно, поскольку отсутствуют фиксаторы патронов.

## Особенности
Одним из недостатков резьбового соединения без дополнительной фиксации являлось то, что если ствол часто снимали, то со временем возникал люфт в нарезной части соединения ствола с коробкой, и люфт иногда оказывался настолько большой, что приходилось прибегать к установке шайбы под ствол в месте соединения с коробкой. Для замены ствола необходимо отсоединить его от магазина.
Все детали Winchester M1912 выполнены из стали и закалены. Ствольная коробка, затвор, детали УСМ выполнены фрезерованием. Несмотря на то, что все детали ружья выполнены из стали, оно обладает хорошим балансом, посадистость (развесовка) ружья очень хорошая. Точка балансировки оружия не выходит за пределы ствольной коробки. Стрелком разница в балансе по мере расхода патронов в магазине практически не ощущается. Ружьё нормально функционирует с бумажными (папковыми) и пластиковыми гильзами.
На протяжении пяти десятилетий это был один из самых массовых дробовиков на американском континенте. Лишь новые технологии и применение новых материалов с целью удешевления технологического цикла, и, как следствие, уменьшение стоимости изделия, смогли поколебать и вытеснить эту не самую экономичную, с точки зрения производства, модель с потребительского рынка.
Несмотря на добротность, надёжность и долговечность конструкции Winchester M12 в 1963 году был снят с производства (однако на заказ выпускался до 2006 года).
За всё время производства Winchester M1912 было выпущено около двух миллионов этих ружей.